# Francis Gourvil
Francis Gourvil, en bretó Fanch Gourvil (o Barr-Ilio) és un escriptor bretó i lingüista especialista en literatures céltiques, nascut el 5 de juliol de 1889 a Morlaix, i mort el 19 de juliol de 1984 a Villeneuve-Saint-Georges.

## Biografia
De família modesta, estudià, va fer estudis cèltics a la universitat de Roazhon. Treballà sovint amb Anatole Le Braz i Georges Dottin i és reconegut com un dels millors coneixedors de literatures cèltiques. Durant la Primera Guerra Mundial, fou encarregat del control postal de la censura militar. De retorn a Morlaix, dirigí una llibreria i treballà al diari L'Ouest-Éclair. Paral·lelement, milità a la Unió Regionalista Bretona, després al Partit Nacionalista Bretó, al Partit Autonomista Bretó, i al Partit Nacional Bretó, que abandonà el 1938. Durant la Segona Guerra Mundial col·laborà amb la Resistència. Fou denunciat com a tal per Yann Bricler, i fou arrestat amb la seva esposa per la Gestapo. Quan França fou alliberada, formà part com a membre del Comité de Libération de Morlaix. Va escriure una tesi sobre el Barzaz Breiz de Théodore Hersart de la Villemarqué sostinguda el 1960 a la Universitat de Rennes, que posa en dubte l'autenticitat d'alguns text. El 1989, Donatien Laurent, que havia tingut accés als manuscrits de Barzaz Breiz, demostrà que els arguments de Gourvil no tenien pas fonament.

## Publicacions
- Buez ar pevar mab Emon (La vida dels 4 fills d'Aymon), 1911, éd° Ar Gwaziou (Le Gouaziou), Morlaix.
- En col·laboració amb H. Laterre, Bodlann i Anatole Le Braz, Kanaouennou Breiz-vihan (mélodies d'Armorique), 1911, Impr. du Peuple, Carhaix.
- Soniou koz brezonek, La chanson bretonne au front, 1916, Imprimerie F. Simon, Rennes.
- Toul ar c'houiled : essai d'interprétation étymologique des noms d'hommes et de lieux, 1919, Revista Mouez ar Vro, 22 de novembre 1919, 11 de desembre 1920.
- De l'Armor à l'Arrée : 12 images de Basse-Bretagne, 1927, A l'Enseigne de Ti-Breiz, Imprimerie Boclé Louis, Morlaix.
- En Bretagne de Saint-Brieuc à Brest et de Quimper à Vannes, 1929, Arthaud, collection Les Beaux pays.
- Un tour de Bretagne au XXème siècle, éditions de Bretagne, Rennes, Imprimerie Bretonne.
- Quelques opinions sur les langues locales dans l'enseignement, éditions Mouez Ar Vro, Morlaix.
- Soniou nevez ha soniou koz, 1930, Ti Breiz, Morlaix.
- Les deux Bretagne : il y a cent ans se nouaient les premières relations intellectuelles entre la Bretagne et le Pays de Galles. 1938.
- Les poupées de Bretagne marque de fabrique, 1939, Les poupées Le Minor, Pont-l'Abbé. Illustrations de Jean-Adrien Mercier.
- Noms de famille bretons en Ab-, Ap-, "fils de...", 1951, Centre international, Louvain.
- Coup d'œil sur la Bretagne, 10 juin 1952, allocutions et causeries : congrès de la fédération nationale du bâtiment et des activités annexes, I.C.A., Brest.
- Langue et littérature bretonnes. 1952, Collection Que sais-je ?, Presses Universitaires de France París. 3e. édition 1968, 4e. édition 1976.
- Sur un passage de la neuvième série du Barzaz-Breiz, 1954, Revue Ogam tradition celtique, Imprimerie Granvillaise, Rennes.
- Le mot ty "maison" en juxtaposition dans la toponymie bretonne. 1955, Ogam.
- La littérature arthurienne dans le Barzaz-Breiz, 1956, extrait des Cahiers de l'Iroise, Brest.
- " Théodore-Claude-Henri Hersart de la Villemarqué (1815 - 1895) et le Barzaz-Breiz , 1960, Imprimeries Oberthur, Rennes.
- Les noms de famille bretons d'origine toponymique, 1965, Société Archéologique du Finistère, imprimé à Belfort.
- Noms de famille de Basse-Bretagne : matériaux pour servir à l'étude de l'anthroponymie bretonne, 1966, Ed. d'Artey / Société française d'onosmatique, París. Imprimerie la Frontière, Belfort.
- La langue du Barzaz-Breiz et ses irrégularités. Solécismes, syntaxe, tournures insolites, 1966, Imprimeries Réunies, Rennes.
- Noms de famille bretons d'origine toponymique, 1970, Société archéologique du Finistère, Quimper.
- Noms de famille de Basse-Bretagne empruntés aux faunes marine et terrestre, 1972, Société archéologique du Finistère, Quimper.
- Noms d'animaux dans l'anthroponymie bretonne, 1972, éditions d'Artrey, París. Collection la Revue d'Onomastique bretonne
- Ouvrages, études et articles concernant la philologie, l'anthroponymie et la toponymie bretonne, chez l'Auteur, Plourin-lès-Morlaix. 1979.
- Nouvelles contributions à l'histoire du Barzaz-Breiz, 1982.
- L'authenticité du Barzaz-Breiz et ses défenseurs. A la rescousse d'un mauvais livre.
- Buhez ar pevar mab hemon romant, 1997, Brud Nevez Emgleo Breiz, Brest.